# Villaprovedo
Villaprovedo és un municipi espanyol de la província de Palència, a la comunitat autònoma de Castella i Lleó (Espanya). El 2023 tenia 52 habitants.